# Revolución (WarCry)
Revolución è il sesto album in studio del gruppo musicale spagnolo WarCry, pubblicato nel 2008.

## Tracce
1. La Última Esperanza
2. El Cazador
3. Nada Como Tú
4. La Carta Del Adiós
5. Invierno En Mi Corazón
6. Coraje
7. La Prisión Invisible
8. La Vida En Un Beso
9. El Camino
10. Absurda Falsedad
11. Devorando El Corazón
12. Abismo